# Riu Pascagoula

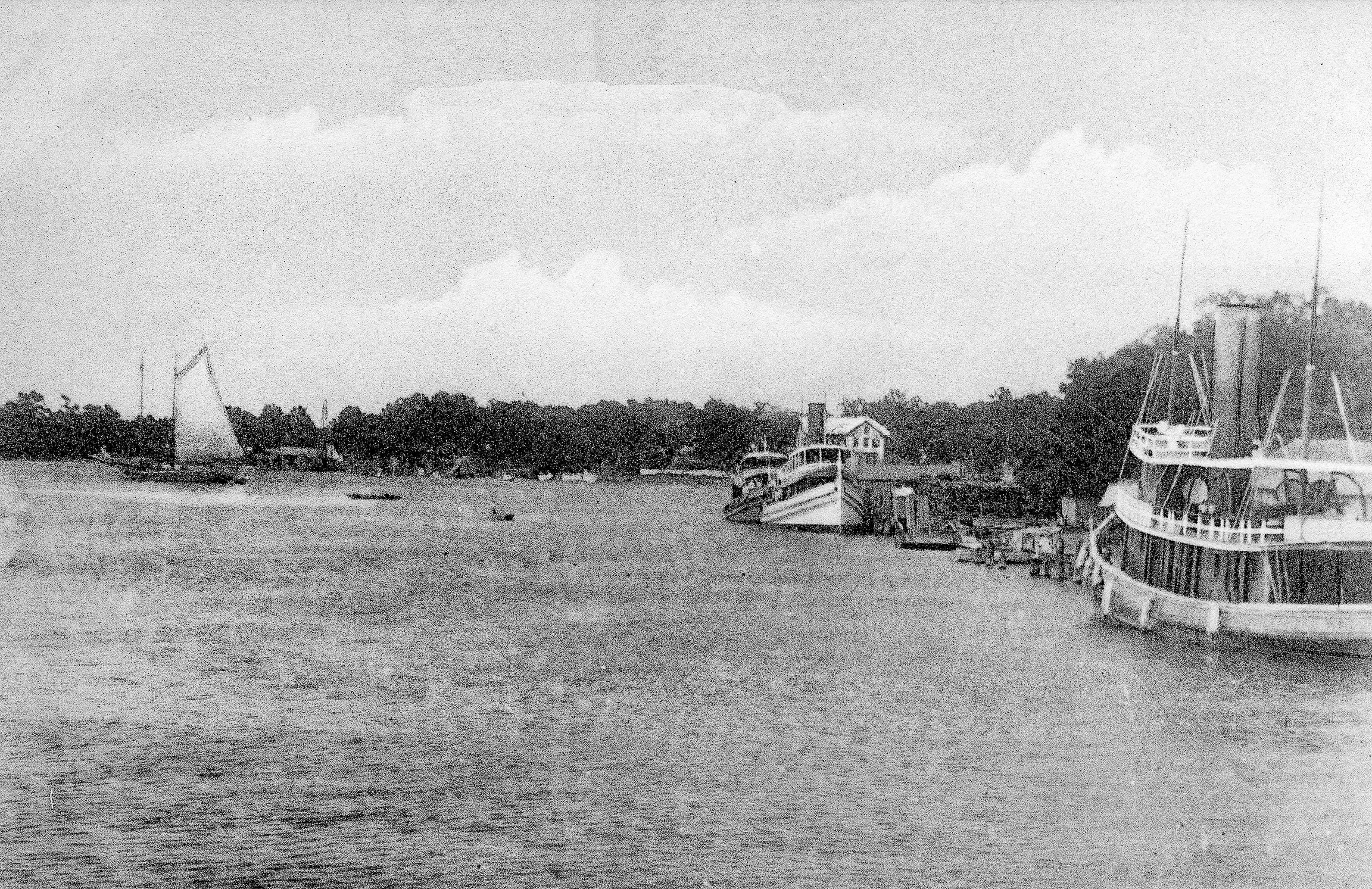
El riu Pascagoula a Pascagoula, Mississipi, cap al 1900

El Pascagoula és un riu d'unes 80 milles (130 km) de llargada, al sud-est de Mississipi als Estats Units. El riu drena una àrea d'unes 8.800 milles quadrades (23.000 km²) i desemboca al Mississippi Sound del Golf de Mèxic. La conca del Pascagoula està gestionada pel districte hidrològic de Pat Harrison.
És significatiu com l'únic que pràcticament no està afectat per embassaments amb un cabal de més de 10 quilometres cúbics (2.4 cu mi) anuals dels que flueix als Estats Units cap al golf de Mèxic, i de fet l'únic a la zona de classificació climàtica de Köppen de clima subtropical humit (Cfa) arreu del món, assimilable als del Juquiá i l'Itajaí al sud-est del Brasil (el Riu Roig i el Shinano són comparables als rius brasilers, però només estan marginalment a la zona Cfa). De resultes, en temps moderns, al Pascagoula s'hi ha abocat un gran esforç pel que fa a la seva conservació per evitar la construcció de preses.
El gerent del districte hidrològic ha proposat la construcció d'un parell de preses als afluents anomenats Big i Little Cedar Creek per gestionar el cabal del riu durant una crisi de sequera. Des de 1999 el nivell de l'aigua del riu ha baixat fins a 1,15 ft (el 6 de setembre de 2015) i 0,2 ft (8 d'octubre de 2000), mesurat al meandre de Graham Ferry.
Els comtats de George i Jackson, els dos comtats més propers al golf, tenen dues àrees separades de gestió de la vida salvatge anomenades senders aquàtics que ofereixen recreació regulada com ara càmping, observació d'aus o piragüisme.

## Curs

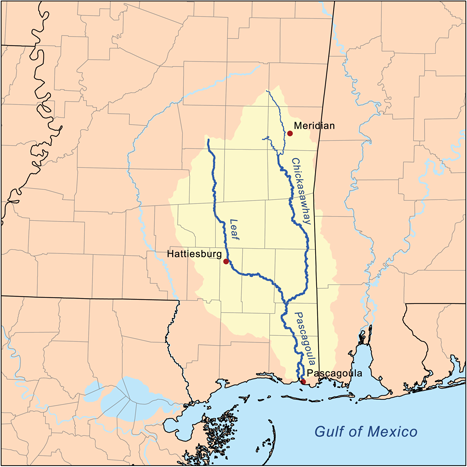
Mapa que ressalta el traçat del Pascagoula

El Pascagoula es forma al nord-oest del comtat de George per la confluència dels rius Leaf i Chickasawhay i discorre, en termes generals, cap al sud al llarg de fons pantanosos als comtats de George i Jackson. En el seu curs baix el riu forma diversos canals i bayous; el seu major distributari és el riu West Pascagoula, que desemboca al Mississippi Sound a Gautier. El canal principal passa per Escatawpa i Moss Point i desemboca al Mississippi Sound a Pascagoula. En aigües baixes els efectes de la marea es noten més de quaranta milles riu amunt.

## Toponímia
Pascagoula és un topònim derivat de la llengua choctaw que significa "gent del pa".
Segons el Geographic Names Information System el riu també ha estat conegut com:
- East Pascagoula River (a sota de la bifurcació del riu West Pascagoula)
- Fiume Pescagoula
- Pasca Oocooloo River
- Pascoboula River
- Paska Okla River
- Paspagola River
- Pasquagola River
- Rio de Pascagula
- Riviere des Pascagoula
- Riviere des Pascagoulas
- Singing River (a les 8 milles inferiors)[11]

Segons la llegenda local euroamericana, la tribu pascagoula, amant de la pau, va entrar en fila índia al Singing River perquè la tribu local biloxi planejava atacar. Anola, una " princesa " biloxi, va fugir amb el cap pascagoula Altama, tot i que estava compromesa amb un cap biloxi. El futur marit enutjat dugué els seus soldats a la batalla amb els pascagoula. Superada en nombre i tement l'esclavitud dels biloxi, la tribu es va unir i es va dirigir al riu cantant una cançó de mort. Aquest tram del riu Pascagoula es va conèixer com el "Singing River" a causa d'aquesta cançó de la mort, que segons es diu encara es pot escoltar a la nit.